# Pallacanestro Cantù 2000-2001
Questa voce raccoglie le informazioni riguardanti la Pallacanestro Cantù nelle competizioni ufficiali della stagione 2000-2001.

## Stagione
La stagione 2000-2001 della Pallacanestro Cantù, sponsorizzata Poliform, è la 44ª nel massimo campionato italiano di pallacanestro, la Serie A1.
Anche la seconda annata di Francesco Corrado iniziò con numerosi cambiamenti all'interno della squadra. Venne riconfermato come allenatore Franco Ciani mentre sul perimetro ritornò Dan Gay e i due nuovi americani scelti furono Alvin Young e Jarrett Stephens. Tuttavia il precampionato fu molto travagliato. Nelle prime uscite Alvin Young accusò problemi ad una gamba e il guaio fu serio, così la società, in accordo col giocatore, decise per il taglio. A sostituirlo arrivò così il rookie Bootsy Thornton. Intanto Jarrett Stephens iniziò a giocare una serie di partite sublimi con oltre 23 punti di media, ma ad una settimana dall'inizio del campionato si infortunò ad un ginocchio e capendo che l'incidente era grave la società cercò di trovare un sostituto.
In questo modo il campionato iniziò con una sonora sconfitta contro la Benetton Treviso e successivamente, la Pallacanestro Cantù perse anche le successive due partite di campionato. In quel periodo emerse un nuovo caso: Matteo Anchisi, il playmaker titolare, accusò seri problemi personali così Franco Ciani dovette affidarsi a Srđan Jovanović per la regia. I nuovi rinforzi furono Travis "Tragic" Williams, soprannominato "Tragic" a causa della sua incapacità di segnare i tiri liberi, e Alessandro Romboli, fratello di Massimiliano Romboli. Romboli venne ingaggiato con un contratto a "gettone" giusto il tempo per trovare un rinforzo di spessore. Tuttavia la Pallacanestro Cantù non riuscì ancora a trovare la prima vittoria stagionale, infatti si dovette aspettare l'ottava giornata quando i biancoblù espugnarono il campo di Rimini. Nel frattempo Bruno Arrigoni scambiò Georges Adams con Luca Ansaloni e riuscì ad ingaggiare il playmaker Matt Santangelo. Il 23 dicembre ci fu il derby contro l'Olimpia Milano, in cui debuttò Matt Santangelo. All'intervallo Cantù era sotto 53-26 ed i tifosi canturini per protesta uscirono dal PalaLido senza vedere il secondo tempo. Franco Ciani perse le redini della squadra tanto da sedersi sconsolato in panchina per tutto il secondo tempo. Matt Santangelo mise in mostra tutto il suo bagaglio tecnico e guidò l'improbabile rimonta canturina che per poco non si concretizzò. Al rientro a Cantù ci fu una contestazione dei tifosi che costrinse così il presidente Francesco Corrado a esonerare Franco Ciani. La panchina venne affidata a Stefano "Pino" Sacripanti, mentre Bruno Arrigoni andò a occupare la carica di assistente. All'esordio il giovane tecnico venne spazzato via dalla Kinder Bologna e in quell'occasione i tifosi volevano la testa di uno dei due americani che avevano indicato in Bootsy Thornton il prescelto. Nella gara contro Imola però tutta la squadra dimostrò di tenere all'obiettivo imposto da Stefano Sacripanti, cioè la salvezza. Alla quindicesima giornata arrivò la seconda vittoria stagionale e l'andata si concluse con sole due vittorie e quindici sconfitte che fruttarono l'ultimo posto a sei punti di distanza dalla penultima. Per la formazione di Stefano Sacripanti si prospettava una retrocessione già scritte al 29 gennaio. Alla prima di ritorno venne segnata la svolta con la vittoria in casa contro la Benetton Treviso che sugì altre quattro vittorie consecutive grazie anche all'innesto di Marcelo Damião. A cinque giornate dal termine erano quattro, oltre a Cantù, le squadre sul fondo della classifica e solo una sarebbe retrocessa. Per la Pallacanestro Cantù arrivarono la vittoria sulla concorrente alla salvezza Imola, grazie ad un canestro sulla sirena del supplementare di Matt Santangelo, e successivamente anche quella su Montecatini che sancirono la definitiva permanenza in Serie A1 del club.

## Roster
| Poliform Cantù 2000-2001 | Poliform Cantù 2000-2001 |
| Giocatori                | Staff tecnico            |
| ------------------------ | ------------------------ |

| N. | Naz.                                       | Ruolo | Nome               | Anno | Alt.   | Peso   |  |
| -- | ------------------------------------------ | ----- | ------------------ | ---- | ------ | ------ |  |
| 4  | Jugoslavia (bandiera) · Grecia (bandiera)  | PG    | Srđan Jovanović    | 1976 | 195 cm | 88 kg  |  |
| 5  | Brasile (bandiera) · Italia (bandiera)     | AC    | Marcelo Damião     | 1975 | 204 cm | 110 kg |  |
| 7  | Italia (bandiera)                          | AG    | Luca Dalla Vecchia | 1978 | 204 cm | 105 kg |  |
| 8  | Germania (bandiera)                        | C     | Alexander Kuehl    | 1973 | 215 cm | 135 kg |  |
| 9  | Stati Uniti (bandiera)                     | AP    | Travis Williams    | 1969 | 198 cm | 96 kg  |  |
| 10 | Spagna (bandiera)                          | AG    | Diego Fajardo      | 1976 | 208 cm | 99 kg  |  |
| 11 | Stati Uniti (bandiera) · Italia (bandiera) | C     | Dan Gay            | 1961 | 207 cm | 108 kg |  |
| 12 | Italia (bandiera)                          | G     | Antonello Riva (C) | 1962 | 196 cm | 99 kg  |  |
| 13 | Stati Uniti (bandiera) · Italia (bandiera) | P     | Matt Santangelo    | 1977 | 186 cm | 85 kg  |  |
| 14 | Francia (bandiera)                         | AP    | Georges Adams      | 1967 | 198 cm | 94 kg  |  |
| 15 | Stati Uniti (bandiera)                     | G     | Bootsy Thornton    | 1977 | 195 cm | 88 kg  |  |
| 16 | Italia (bandiera)                          | GA    | Luca Ansaloni      | 1967 | 196 cm | 93 kg  |  |
| 16 | Italia (bandiera)                          | PG    | Alessandro Romboli | 1975 | 185 cm | 85 kg  |  |
| 19 | Italia (bandiera)                          | G     | Patrizio Riva      | 1981 | 198 cm | 90 kg  |  |
|    | Italia (bandiera)                          | P     | Matteo Anchisi     | 1971 | 182 cm | 79 kg  |  |
| -  | Italia (bandiera)                          | AG    | Luca Bergna        | 1982 | 202 cm | 95 kg  |  |
| -  | Italia (bandiera)                          | PG    | Fabio Borghi       | 1979 | 180 cm | 82 kg  |  |
| -  | Italia (bandiera)                          | AG    | Davide Rusconi     | 1982 | 202 cm | 98 kg  |  |
| -  | Stati Uniti (bandiera)                     | AG    | Jarrett Stephens   | 1977 | 198 cm | 118 kg |  |

| Allenatore |
| - Franco Ciani (fino 23 dicembre) - Stefano Sacripanti (dal 23 dicembre) |
| Assistente/i |
| - Stefano Sacripanti (fino al 23 dicembre) - Bruno Arrigoni (dal 23 dicembre) - Flavio Fioretti (dal 23 dicembre) Legenda - (C) Capitano - (IN) Inattivo - Infortunato Roster |

## Mercato

### Sessione estiva
| Acquisti | Acquisti         | Acquisti                 | Acquisti   |
| R.       | Nome             | da                       | Modalità   |
| -------- | ---------------- | ------------------------ | ---------- |
| G        | Srđan Jovanović  | Pall. Trieste            | definitivo |
| AG       | Diego Fajardo    | A. Costa Imola           | definitivo |
| G        | Alvin Young      | Trenton Sh. Stars        | definitivo |
| AG       | Jarrett Stephens | Penn State Nittany Lions | definitivo |
| C        | Alexander Kühl   | Near East                | definitivo |
| C        | Dan Gay          | Fortitudo Bologna        | definitivo |
| P        | Matteo Anchisi   | Fortitudo Bologna        | definitivo |
| G        | Bootsy Thornton  | St. John's R. Storm      | definitivo |

| Cessioni | Cessioni                 | Cessioni           | Cessioni       |
| R.       | Nome                     | a                  | Modalità       |
| -------- | ------------------------ | ------------------ | -------------- |
| C        | Casey Shaw               | Pall. Trieste      | fine contratto |
| AG       | Christian Di Giuliomaria | Pall. Varese       | fine contratto |
| AP       | Philippos Hobson         |                    | fine contratto |
| G        | Terrence Rencher         | Spalato            | fine contratto |
| GA       | Maximiliano Reale        | Pico FC            | fine contratto |
| C        | Craig Robinson           | Élan Chalon        | fine contratto |
| P        | Eros Buratti             | Basket Cervia      | fine contratto |
| AG       | Alessandro Zorzolo       | C.S. Borgomanero   | fine contratto |
| PG       | Emanuele Della Felba     | Sutor Montegranaro | fine contratto |
| G        | Alvin Young              | Free agent         | rescissione    |

### Dopo l'inizio della stagione
| Acquisti | Acquisti           | Acquisti          | Acquisti         | Acquisti   |
| R.       | Nome               | da                | Data             | Modalità   |
| -------- | ------------------ | ----------------- | ---------------- | ---------- |
| AP       | Travis Williams    | Free agent        | 10 novembre 2000 | definitivo |
| PG       | Alessandro Romboli | Free agent        | 10 novembre 2000 | definitivo |
| GA       | Luca Ansaloni      | Pall. Messina     | 1 dicembre 2000  | definitivo |
| P        | Matt Santangelo    | Īraklīs Salonicco | 21 dicembre 2000 | definitivo |
| AC       | Marcelo Damião     | Fortitudo Bologna | 4 febbraio 2001  | prestito   |

| Cessioni | Cessioni           | Cessioni      | Cessioni         | Cessioni       |
| R.       | Nome               | a             | Data             | Modalità       |
| -------- | ------------------ | ------------- | ---------------- | -------------- |
| P        | Matteo Anchisi     | Pall. Biella  | 8 novembre 2000  | rescissione    |
| AG       | Jarrett Stephens   | Free agent    | 11 novembre 2000 | rescissione    |
| PG       | Alessandro Romboli | Free agent    | 24 novembre 2000 | fine contratto |
| AP       | Georges Adams      | Pall. Messina | 1 dicembre 2000  | rescissione    |
| ALL      | Franco Ciani       | Free agent    | 23 dicembre 2000 | rescissione    |